# Sarrat des Corbassi
El Sarrat des Corbassi és una serra situada al municipi de Vielha e Mijaran a la comarca de la Vall d'Aran, amb una elevació màxima de 1.745 metres.